# Eleições gerais no Iucatão (2007)
As eleições gerais de 2007 no Iucatão realizam-se no dia 20 de Maio de 2007.
Nestas eleições são escolhidos todos os cargos legislativos e municipais daquele estado mexicano, nomeadamente:
- O Governador do Iucatão que irá substituir Patricio Patrón Laviada num mandato de seis anos.
- Os Presidentes das 106 Câmaras Municipais, para mandatos de três anos não reelegíveis para o mandato seguinte.
- Os 25 deputados do Congresso do Iucatão, 15 por votação directa e 10 por representação proporcional, para mandatos de três anos.

Estão habilitados para votar nestas eleições 1.217.618 eleitores, dos quais, 624.799 são mulheres (51.31%) e 592.819 são homens (48,69%).

## Candidatos
Para o principal cargo em disputa, o de Governador, alinham cinco candidatos, apoiados por nove partidos.
| Partido/Aliança | Candidato              |
| --- | ---------------------- |
| Partido de Acção Nacional (PAN) Partido Nova Aliança (PANAL)                                                                                 | Xavier Abreu Sierra    |
| Aliança pelo Iucatão Partido Revolucionário Institucional (PRI) Partido Ecologista Verde do México (PVEM) Partido Aliança pelo Iucatão (PAY) | Ivonne Ortega Pacheco  |
| Partido da Revolução Democrática (PRD) | Héctor Herrera Álvarez |
| Todos Somos Yucatão Convergência (C) Partido Trabalhista do México (PT)                                                                      | Ana Rosa Payán         |
| Partido da Alternativa Social Democrata | Jorge Lizcano Esperón  |

## Resultados
O grande vencideor detas eleições foi o Partido Revolucionário Institucional (PRI) e a Aliança pelo Iucatão, de que faz parte, que além de ter conseguido o cargo de Governador, elegeu ainda 10 dos 15 deputados eleitos por maioria relativa e ficou com o controle de 59 alcaidarias.
Quatro dos partidos concorrentes perderam as suas prerrogativas económicas por não terem conseguido alcançar 2% dos votos, são eles:
- PT
- Convergência
- Alternativa Social Democrata e Campesina
- Nova Aliança (Panal)

### Governador
Ivonne Ortega Pacheco foi eleita Governadora do Estado do Iucatão com 50% dos votos expressos.
| Candidato              | Partido | Votos   | Percentagem |
| ---------------------- | --- | ------- | ----------- |
| Ivonne Ortega Pacheco  | Partido Revolucionário Institucional (PRI) / Partido Ecologista Verde do México (PVEM) / Partido Aliança pelo Iucatão (PAY) | 421.035 | 49,92%      |
| Xavier Abreu Sierra    | Partido de Acção Nacional (PAN) / Partido Nova Aliança (PANAL)                                                              | 358.116 | 42,46%      |
| Ana Rosa Payán         | Todos Somos Yucatão Convergência (C) / Partido Trabalhista do México (PT)                                                   | 27.126  | 3,21%       |
| Héctor Herrera Álvarez | Partido da Revolução Democrática (PRD)                                                                                      | 22.496  | 2,66%       |
| Jorge Lizcano Esperón  | Partido da Alternativa Social Democrata                                                                                     | 1.347   | 0,15%       |

### Deputados eleitos por maioria relativa
A Aliança pelo Iucatão revelou-se vencedora também ao nível dos deputados eleitos por maioria relativa, tendo obtido dois terços dos mandatos.
| Partido | Deputados |
| --- | --------- |
| Aliança pelo Yucatão Partido Revolucionário Institucional (PRI) Partido Ecologista Verde do México (PVEM) Partido Aliança pelo Iucatão (PAY) | 10        |
| Partido de Acção Nacional (PAN) | 5         |

### Alcaidarias
O Partido Revolucionário Institucional (PRI) revelou-se o claro vencedor das eleições municipais, ao conseguir o controlo de 59 das 106 alcaidarias.
| Partido                                      | Alcaidarias |
| -------------------------------------------- | ----------- |
| Partido Revolucionário Institucional]] (PRI) | 59          |
| Partido de Acção Nacional (PAN)              | 38          |
| Partido da Revolução Democrática (PRD)       | 6           |
| Todos somos Yucatão (PT-Convergência)        | 1           |
| Partido Ecologista Verde do México (PVEM)    | 1           |
| Independente (Yobaín)                        | 1           |